# Göta älv
A Göta älv Svédország nyugati részének nagy folyója. Vänersborgnál indul a Vänern tó lefolyásaként, és a Kattegatba folyik. Kungälvnél két ágra szakad, amelyek Hisingen szigetétől északra, illetve délre torkollanak a Kattegatba. Az északi ágat (Nordre älv) néven ismerik, míg a déli Göteborg felé folyik tovább.
A 93 km hosszú folyó átlagos vízhozama 575 m³/s. A Vänern tóval és az azt tápláló Klarälvennel 720 km hosszú vízrendszert alkot, melynek a vízgyűjtő területe 50 180 km²-re terjed ki, és Svédország leghosszabb folyójának számít.
A Göta älv mind a belvízi hajózás, mind az áramtermelés szempontjából jelentős szerepet játszik. Összesen négy vízerőművet lát el energiával. Mellette vezet a Trollhätteni-csatorna, amely az Északi-tenger és a Vänern tó közötti hajózást szolgálja.
A folyó mentén fekszik Vänersborg, Trollhättan, Lilla Edet, Kungälv és Göteborg.

## Fordítás
- Ez a szócikk részben vagy egészben a Göta älv című német Wikipédia-szócikk ezen változatának fordításán alapul.  Az eredeti cikk szerkesztőit annak laptörténete sorolja fel. Ez a jelzés csupán a megfogalmazás eredetét és a szerzői jogokat jelzi, nem szolgál a cikkben szereplő információk forrásmegjelöléseként.